# Wereldbeker snowboarden 2023/2024
De wereldbeker snowboarden 2023/2024 (officieel: FIS World Cup Snowboard 2023/2024) begint op 21 oktober 2023 in het Zwitserse Chur en eindigt op 24 maart 2024 in het Canadese Mont-Sainte-Anne.

## Mannen

### Uitslagen
| Datum      | Plaats            | Onderdeel            | Eerste              | Tweede              | Derde               |
| ---------- | ----------------- | -------------------- | ------------------- | ------------------- | ------------------- |
| 21/10/2023 | Chur              | Big air              | Hiroto Ogiwara      | Kira Kimura         | Takeru Otsuka       |
| 02/12/2023 | Beijing           | Big air              | Su Yiming           | Ryoma Kimata        | Kira Kimura         |
| 03/12/2023 | Les Deux Alpes    | Snowboardcross       | Éliot Grondin       | Alessandro Hämmerle | Lucas Eguibar       |
| 08/12/2023 | Secret Garden     | Halfpipe             | Scotty James        | Ruka Hirano         | Lee Chae-un         |
| 09/12/2023 | Edmonton          | Big air              | Taiga Hasegawa      | Su Yiming           | Redmond Gerard      |
| 14/12/2023 | Carezza           | Parallelreuzenslalom | Maurizio Bormolini  | Edwin Coratti       | Benjamin Karl       |
| 15/12/2023 | Copper Mountain   | Big air              | Hiroaki Kinutake    | Sam Vermaat         | Redmond Gerard      |
| 16/12/2023 | Copper Mountain   | Halfpipe             | Ayumu Hirano        | Lee Chae-un         | Yuto Totsuka        |
| 16/12/2023 | Cervinia          | Snowboardcross       | Alessandro Hämmerle | Adam Lambert        | Éliot Grondin       |
| 16/12/2023 | Cortina d'Ampezzo | Parallelreuzenslalom | Benjamin Karl       | Andreas Prommegger  | Roland Fischnaller  |
| 23/12/2023 | Davos             | Parallelslalom       | Daniele Bagozza     | Arvid Auner         | Edwin Coratti       |
| 13/01/2024 | Scuol             | Parallelreuzenslalom | Benjamin Karl       | Tim Mastnak         | Andreas Prommegger  |
| 16/01/2024 | Bad Gastein       | Parallelslalom       | Maurizio Bormolini  | Arvid Auner         | Fabian Obmann       |
| 20/01/2024 | Laax              | Slopestyle           | Liam Brearley       | Ryoma Kimata        | Cameron Spalding    |
| 20/01/2024 | Laax              | Halfpipe             | Scotty James        | Valentino Guseli    | Ruka Hirano         |
| 20/01/2024 | Pamporovo         | Parallelslalom       | Daniele Bagozza     | Edwin Coratti       | Radoslav Yankov     |
| 21/01/2024 | Pamporovo         | Parallelslalom       | Lee Sang-ho         | Andreas Prommegger  | Fabian Obmann       |
| 25/01/2024 | Rogla             | Parallelreuzenslalom | Benjamin Karl       | Aaron March         | Mirko Felicetti]    |
| 26/01/2024 | Sankt Moritz      | Snowboardcross       | Éliot Grondin       | Kalle Koblet        | Omar Visintin       |
| 27/01/2024 | Simonhöhe         | Parallelreuzenslalom | Daniele Bagozza     | Benjamin Karl       | Fabian Obmann       |
| 02/02/2024 | Mammoth Mountain  | Slopestyle           | Afgelast            | Afgelast            | Afgelast            |
| 03/02/2024 | Mammoth Mountain  | Halfpipe             | Yuto Totsuka        | Ruka Hirano         | Kaishu Hirano       |
| 03/02/2023 | Goedaoeri         | Snowboardcross       | Éliot Grondin       | Cameron Bolton      | Alessandro Hämmerle |
| 04/02/2024 | Goedaoeri         | Snowboardcross       | Éliot Grondin       | Cameron Bolton      | Omar Visintin       |
| 10/02/2024 | Calgary           | Halfpipe             | Valentino Guseli    | Ruka Hirano         | Shuichiro Shigeno   |
| 11/02/2024 | Calgary           | Slopestyle           | Afgelast            | Afgelast            | Afgelast            |
| 15/02/2024 | Blue Mountain     | Parallelreuzenslalom | Afgelast            | Afgelast            | Afgelast            |
| 16/02/2024 | Blue Mountain     | Parallelreuzenslalom | Afgelast            | Afgelast            | Afgelast            |
| 24/02/2024 | Krynica           | Parallelreuzenslalom | Andreas Prommegger  | Roland Fischnaller  | Daniele Bagozza     |
| 25/02/2024 | Krynica           | Parallelreuzenslalom | Arvid Auner         | Maurizio Bormolini  | Alexander Payer     |
| 02/03/2024 | Sierra Nevada     | Snowboardcross       | Leon Ulbricht       | Éliot Grondin       | Jake Vedder         |
| 03/03/2024 | Sierra Nevada     | Snowboardcross       | Merlin Surget       | Éliot Grondin       | Jakob Dusek         |
| 09/03/2024 | Cortina d'Ampezzo | Snowboardcross       |                     |                     |                     |
| 09/03/2024 | Winterberg        | Parallelslalom       |                     |                     |                     |
| 16/03/2024 | Špindlerův Mlýn   | Slopestyle           |                     |                     |                     |
| 16/03/2024 | Berchtesgaden     | Parallelslalom       |                     |                     |                     |
| 16/03/2024 | Montafon          | Snowboardcross       |                     |                     |                     |
| 17/03/2024 | Montafon          | Snowboardcross       |                     |                     |                     |
| 23/03/2024 | Silvaplana        | Slopestyle           |                     |                     |                     |
| 23/03/2024 | Mont-Sainte-Anne  | Snowboardcross       |                     |                     |                     |
| 24/03/2024 | Mont-Sainte-Anne  | Snowboardcross       |                     |                     |                     |

## Vrouwen

### Uitslagen
| Datum      | Plaats            | Onderdeel            | Eerste                     | Tweede                     | Derde             |
| ---------- | ----------------- | -------------------- | -------------------------- | -------------------------- | ----------------- |
| 21/10/2023 | Chur              | Big air              | Kokomo Murase              | Reira Iwabuchi             | Mia Brookes       |
| 02/12/2023 | Beijing           | Big air              | Anna Gasser                | Tess Coady                 | Miyabi Onitsuka   |
| 03/12/2023 | Les Deux Alpes    | Snowboardcross       | Chloé Trespeuch            | Michela Moioli             | Belle Brockhoff   |
| 08/12/2023 | Secret Garden     | Halfpipe             | Cai Xuetong                | Liu Jiayu                  | Maddie Mastro     |
| 09/12/2023 | Edmonton          | Big air              | Zoi Sadowski-Synnott       | Mia Brookes                | Anna Gasser       |
| 14/12/2023 | Carezza           | Parallelreuzenslalom | Ramona Theresia Hofmeister | Daniela Ulbing             | Tsubaki Miki      |
| 15/12/2023 | Copper Mountain   | Big air              | Kokomo Murase              | Mari Fukada                | Mia Brookes       |
| 16/12/2023 | Copper Mountain   | Halfpipe             | Choi Ga-on                 | Mitsuki Ono                | Maddie Mastro     |
| 16/12/2023 | Cervinia          | Snowboardcross       | Sina Siegenthaler          | Belle Brockhoff            | Josie Baff        |
| 16/12/2023 | Cortina d'Ampezzo | Parallelreuzenslalom | Ramona Theresia Hofmeister | Lucia Dalmasso             | Sabine Schöffmann |
| 23/12/2023 | Davos             | Parallelslalom       | Ramona Theresia Hofmeister | Lucia Dalmasso             | Sabine Schöffmann |
| 13/01/2024 | Scuol             | Parallelreuzenslalom | Lucia Dalmasso             | Jasmin Coratti             | Tsubaki Miki      |
| 16/01/2024 | Bad Gastein       | Parallelslalom       | Ramona Theresia Hofmeister | Sabine Schöffmann          | Jasmin Coratti    |
| 20/01/2024 | Laax              | Slopestyle           | Julia Marino               | Annika Morgan              | Anna Gasser       |
| 20/01/2024 | Laax              | Halfpipe             | Mitsuki Ono                | Bea Kim                    | Ruki Tomita       |
| 20/01/2024 | Pamporovo         | Parallelslalom       | Ester Ledecká              | Ramona Theresia Hofmeister | Tsubaki Miki      |
| 21/01/2024 | Pamporovo         | Parallelslalom       | Ester Ledecká              | Sabine Schöffmann          | Tsubaki Miki      |
| 25/01/2024 | Rogla             | Parallelreuzenslalom | Tsubaki Miki               | Michelle Dekker            | Sabine Schöffmann |
| 26/01/2024 | Sankt Moritz      | Snowboardcross       | Eva Adamczyková            | Sophie Hediger             | Chloé Trespeuch   |
| 27/01/2024 | Simonhöhe         | Parallelreuzenslalom | Sabine Schöffmann          | Zuzana Maděrová            | Elisa Caffont     |
| 02/02/2024 | Mammoth Mountain  | Slopestyle           | Afgelast                   | Afgelast                   | Afgelast          |
| 03/02/2024 | Mammoth Mountain  | Halfpipe             | Mitsuki Ono                | Sena Tomita                | Maddie Mastro     |
| 03/02/2023 | Goedaoeri         | Snowboardcross       | Chloé Trespeuch            | Eva Adamczyková            | Sophie Hediger    |
| 04/02/2024 | Goedaoeri         | Snowboardcross       | Charlotte Bankes           | Chloé Trespeuch            | Belle Brockhoff   |
| 10/02/2024 | Calgary           | Halfpipe             | Mitsuki Ono                | Maddie Mastro              | Sena Tomita       |
| 11/02/2024 | Calgary           | Slopestyle           | Afgelast                   | Afgelast                   | Afgelast          |
| 15/02/2024 | Blue Mountain     | Parallelreuzenslalom | Afgelast                   | Afgelast                   | Afgelast          |
| 16/02/2024 | Blue Mountain     | Parallelreuzenslalom | Afgelast                   | Afgelast                   | Afgelast          |
| 24/02/2024 | Krynica           | Parallelreuzenslalom | Ramona Theresia Hofmeister | Julie Zogg                 | Michelle Dekker   |
| 25/02/2024 | Krynica           | Parallelreuzenslalom | Tsubaki Miki               | Daniela Ulbing             | Ladina Jenny      |
| 02/03/2024 | Sierra Nevada     | Snowboardcross       | Charlotte Bankes           | Eva Adamczyková            | Chloé Trespeuch   |
| 03/03/2024 | Sierra Nevada     | Snowboardcross       | Michela Moioli             | Josie Baff                 | Charlotte Bankes  |
| 09/03/2024 | Cortina d'Ampezzo | Snowboardcross       |                            |                            |                   |
| 09/03/2024 | Winterberg        | Parallelslalom       |                            |                            |                   |
| 16/03/2024 | Špindlerův Mlýn   | Slopestyle           |                            |                            |                   |
| 16/03/2024 | Berchtesgaden     | Parallelslalom       |                            |                            |                   |
| 16/03/2024 | Montafon          | Snowboardcross       |                            |                            |                   |
| 17/03/2024 | Montafon          | Snowboardcross       |                            |                            |                   |
| 23/03/2024 | Silvaplana        | Slopestyle           |                            |                            |                   |
| 23/03/2024 | Mont-Sainte-Anne  | Snowboardcross       |                            |                            |                   |
| 24/03/2024 | Mont-Sainte-Anne  | Snowboardcross       |                            |                            |                   |

## Gemengd

### Uitslagen
| Datum      | Plaats         | Onderdeel            | Eerste                                                 | Tweede                                     | Derde                                                    |
| ---------- | -------------- | -------------------- | ------------------------------------------------------ | ------------------------------------------ | -------------------------------------------------------- |
| 02/12/2023 | Les Deux Alpes | Snowboardcross       | Verenigd Koninkrijk I Huw Nightingale Charlotte Bankes | Frankrijk II Loan Bozzolo Chloé Trespeuch  | Verenigde Staten I Jake Vedder Lindsey Jacobellis        |
| 17/12/2023 | Cervinia       | Snowboardcross       | Italië I Omar Visintin Michela Moioli                  | Frankrijk I Loan Bozzolo Chloé Trespeuch   | Zwitserland I Kalle Koblet Sina Siegenthaler             |
| 17/01/2024 | Bad Gastein    | Parallelslalom       | Oostenrijk I Andreas Prommegger Sabine Schöffmann      | Italië III Daniele Bagozza Lucia Dalmasso  | Duitsland I Stefan Baumeister Ramona Theresia Hofmeister |
| 28/01/2024 | Simonhöhe      | Parallelreuzenslalom | Oostenrijk I Andreas Prommegger Sabine Schöffmann      | Zwitserland II Dario Caviezal Ladina Jenny | Duitsland I Elias Huber Ramona Theresia Hofmeister       |
| 10/03/2024 | Winterberg     | Parallelslalom       |                                                        |                                            |                                                          |
| 17/03/2024 | Berchtesgaden  | Parallelslalom       |                                                        |                                            |                                                          |